# (8685) Fauré
8685 Faure (1992 GG3) – planetoida z pasa głównego asteroid okrążająca Słońce w ciągu 3,28 lat w średniej odległości 2,21 au. Odkryta 4 kwietnia 1992 roku.